# Johnny Thunders
Johnny Thunders, de nom real John Anthony Genzale, Jr. (15 de juliol de 1952 - 23 d'abril de 1991) va ser un cantant i guitarrista de rock de garatge i punk rock. Va ser membre fundador de la llegendària banda de proto-punk els New York Dolls des de principis dels anys 70's fins a 1975; aquesta banda seria una gran influència per al nounat gènere del Glam. Quan el grup es va trencar, va passar a ser una icona de l'escena punk rock novaiorquesa, ara com a solista del la seva nova banda The Heartbreakers. Es distingia per l'ús dissonant i penetrant de la guitarra, que va ser de gran influència a la posterior música 'punk'.